# 419
419（四百十九、よんひゃくじゅうきゅう）は自然数、また整数において、418の次で420の前の数である。

## 性質
- 419は81番目の素数である。1つ前は409、次は421。
  - 約数の和は420。
- (419, 421) は22番目の双子素数である。1つ前は(347, 349)、次は(431, 433) 。
- 22番目のソフィー・ジェルマン素数である。1つ前は359、次は431。
- 419 = 419 + 0 × ω (ωは1の虚立方根)
  - a + 0 × ω (a > 0) で表される42番目のアイゼンシュタイン素数である。1つ前は401、次は431。
- 419 = 419 + 0 × i (iは虚数単位)
  - a + 0 × i (a > 0) で表される41番目のガウス素数である。1つ前は383、次は431。
  - ガウス素数かつアイゼンシュタイン素数である20番目の素数。1つ前は383、次は431。
- 21番目の 8n + 3 型の素数であり、この類の素数は x2 + 2y2 と表せるが、419 = 92 + 2 × 132 である。1つ前は379、次は443。
  - この数を入れ替えてできる素数は他に149, 491, 941がある。
- 41…19 の形の最小の素数である。次は411119。(オンライン整数列大辞典の数列 A101718)
- 末尾の2桁が19の2番目の素数である。1つ前は19、次は619。(オンライン整数列大辞典の数列 A244765)
- 各位の和が14になる27番目の数である。1つ前は392、次は428。
  - 各位の和が14になる数で素数になる9番目の数である。1つ前は383、次は491。(オンライン整数列大辞典の数列 A106756)
- 1/419 は循環節の長さが418の循環小数になる。
  - 逆数が循環小数になる数で循環節が418になる最小の数である。次は838。
  - 循環節が n − 1 である巡回数を作る30番目の素数である。1つ前は389、次は433。
  - 循環節が n になる最小の数である。1つ前の417は13761001、次の419は839。(オンライン整数列大辞典の数列 A003060)
- 419 = 32 + 72 + 192 = 32 + 112 + 172 = 52 + 132 + 152 = 72 + 92 + 172 = 92 + 132 + 132
  - 3つの平方数の和5通りで表せる17番目の数である。1つ前は414、次は437。(オンライン整数列大辞典の数列 A025325)
  - 419 = 32 + 72 + 192 = 32 + 112 + 172 = 52 + 132 + 152 = 72 + 92 + 172
    - 異なる3つの平方数の和4通りで表せる26番目の数である。1つ前は406、次は429。(オンライン整数列大辞典の数列 A025342)
- 419 = 202 + 20 − 1 = 212 − 21 − 1
  - n = 20 のときの n2 + n − 1 の値とみたとき1つ前は379、次は461。(オンライン整数列大辞典の数列 A028387)
    - この形の14番目の素数である。1つ前は379、次は461。(オンライン整数列大辞典の数列 A002327)
- n = 7 のとき n 以下の自然数で割った余りが n − 1 になる最小の数である。1つ前は59、次は839。(オンライン整数列大辞典の数列 A070198)

## その他 419 に関連すること
- 西暦419年
- 紀元前419年
- 国鉄419系電車
- 419事件 - ナイジェリアの手紙の別名。